# Guerrer

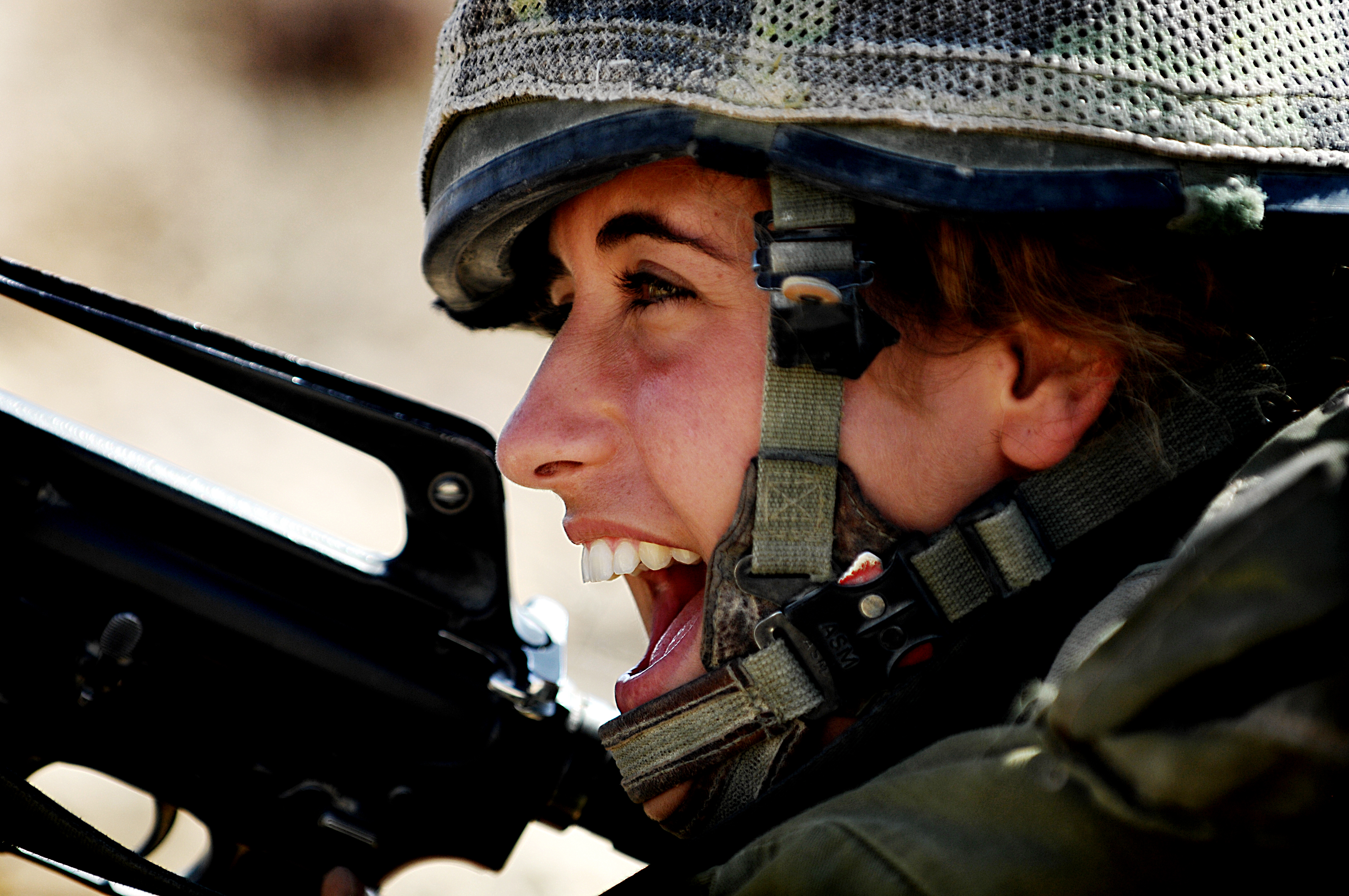
Guerrer

Un guerrer és una persona que fa de la guerra la seva forma habitual de vida, a diferència d'un soldat (que treballa a l'exèrcit o és enrolat per força però té una vida al marge del combat). Usualment s'aplica el terme a una classe social determinada en cultures bèl·liques. Segons Georges Dumézil és una de les tres divisions bàsiques de tota societat tradicional.
Una persona es considera guerrer quan hereta el títol o el guanya per mèrits (com els cavallers medievals). Acostuma a tenir un codi d'honor propi, basat en el valor, en la lleialtat als seus superiors, al seu país o a la seva religió. Tot i que hi ha dones guerreres, els valors es consideren arquetípics de la masculinitat. Sovint els guerrers amb més victòries es consideren herois i són nomenats líders d'altres tropes. Tots ells aspiren a la glòria i ser recordats després de morir en les narracions de l'èpica popular. Alguns exemples de guerrers serien els samurais, els vikings o els mongols.
Actualment els guerrers tenen una connotació negativa (un estil de vida basat en l'agressivitat) però són admirats per la seva noblesa i la defensa dels seus ideals.